# Neunhof (Nürnberg)
Neunhof (fränkisch: Nai-hohf) ist ein nördlicher Gemeindeteil der kreisfreien Stadt Nürnberg (Statistischer Bezirk 77 – Neunhof, Name der Gemarkung 3448).

## Geographie

### Geographische Lage

Blick auf den Landschaftsraum von Neunhof im Knoblauchsland aus südöstlicher Richtung, im Hintergrund ist das Schloss Neunhof sichtbar

Neunhof liegt im nördlichen Knoblauchsland. Unmittelbar nördlich des Ortes fließt der Lachgraben, der ein linker Zufluss der Gründlach ist. Im Nordosten befindet sich der Neunhofer Forst. Im Osten befindet sich die Sooswiesen und die Waldgebiete Soos und Irrhain.

### Topographie
Das Gelände von Neunhof fällt leicht vom Sebalder Reichswald im Osten in westliche Richtung ab. Die Topographie der Neunhofer Landschaft weist eine geringe Reliefenergie auf. Lediglich das Gewässersystem der Gründlach gliedert die Morphologie des relativ ebenen Landschaftsraumes. Einen kleinen in der Landschaft kaum wahrnehmbaren Hochpunkt stellt der Lerchenbühl mit 301 m ü. NHN dar. Der Lerchenbühl besteht aus quartären Bachablagerungen aus Sand und Kies.

### Naturräumliche Zuordnung
Die flache Keuperlandschaft von Neunhof befindet sich in der naturräumlichen Haupteinheit Fränkisches Keuper-Lias-Land und der Naturraum-Einheit Mittelfränkisches Becken. Im Arten- und Biotopschutzprogramm der Stadt Nürnberg wurden weitere naturräumliche Untereinheiten gebildet. Der Stadtteil liegt in der Naturraum-Untereinheit Knoblauchsland.

### Geologie
Der Landschaftsraum von Neunhof wird bestimmt durch quartäre Bachablagerung der Gründlach und ihrer Nebengewässer. Zudem treten pleistozäne, kiesige Flussschotter hinzu. Eingebettet ist das Auesystem in die Keuperlandschaft des nördlichen Knoblauchslandes, in welcher Blasensandstein zutage tritt.

### Fließgewässer

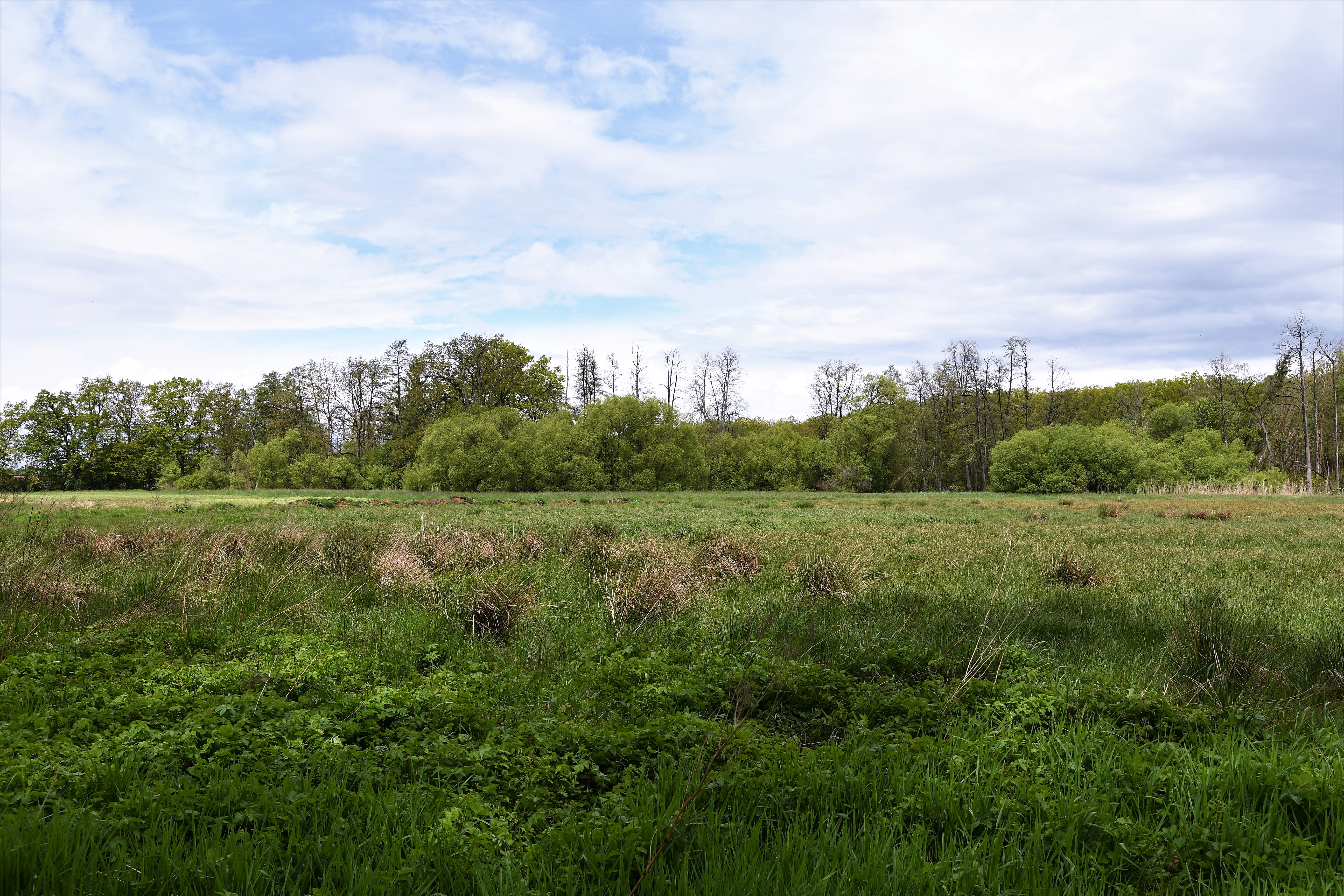
Sooswiesen in den Gründlachauen

Das Gewässersystem der Gründlach mit ihren strukturreichen, naturnahen Auen, Nass- und Feuchtwiesen sowie Großseggenrieden prägen die Neunhofer Landschaft. Die Gründlachauen stellen Lebensraum und Wanderkorridor des streng geschützten Bibers (Castor fiber) dar. In Neunhof kommen neben der Gründlach auch ihre begleitenden Gräben wie Lachgraben, Ochsengraben, Ziehgraben, Nonnengraben und der Kothbrunngraben als Zufluss vor.

## Geschichte
Der Ort wurde 1246 als „Noua Curia“ erstmals urkundlich erwähnt, 1258 als „Niwenhoue“. Aus dem Ortsnamen „zum neuen Hof“ kann geschlossen werden, dass der Ort eine Ausbausiedlung ist, die vermutlich von Kraftshof aus gegründet wurde.
Gegen Ende des 18. Jahrhunderts bestand Neunhof aus 59 Anwesen. Das Hochgericht übte das brandenburg-bayreuthische Oberamt Baiersdorf aus, was aber von der Reichsstadt Nürnberg bestritten wurde. Die Dorf- und Gemeindeherrschaft hatten die Nürnberger Eigenherren von Kreß. Grundherren waren
- die Reichsstadt Nürnberg: Landesalmosenamt: 3 Güter; Waldamt Sebaldi: 3 Güter, 2 Gütlein; Rieterische Stiftungsverwaltung Kornburg: 1 Gut;
- Nürnberger Eigenherren: von Behaim: 2 Güter, 1 Gütlein; von Ebner: 2 Güter; von Haller: 6 Güter; von Kreß: 2 Halbhöfe, 1 Viertelhof, 9 Güter, 4 Gütlein, Vogthaus, Hirtenhaus; von Oelhafen: 1 Halbhof; von Scheurl: 3 Güter; von Tucher: 4 Güter; von Volckamer: 3 Güter; Dr. Wagler: 1 Gut; von Welser: 1 Gut; Graf von Bettschart: 2 Güter;
- das Rittergut Röckenhof: 5 Güter, 1 Gütlein.[10]

Von 1797 bis 1810 unterstand Neunhof dem Justiz- und Kammeramt Erlangen. Im Rahmen des Gemeindeedikts wurde der Ort dem 1813 gebildeten Steuerdistrikt Kraftshof und der im selben Jahr gebildeten Ruralgemeinde Kraftshof zugewiesen. Mit dem Zweiten Gemeindeedikt (1818) entstand die Ruralgemeinde Neunhof. Sie war in Verwaltung und Gerichtsbarkeit dem Landgericht Erlangen zugeordnet und in der Finanzverwaltung dem Rentamt Erlangen. In der freiwilligen Gerichtsbarkeit unterstanden 2 Anwesen von 1821 bis 1848 dem Patrimonialgericht (PG) Buchschwabach, 4 Anwesen von 1822 bis 1848 dem PG Fischbach, 1 Anwesen von 1821 bis 1848 dem PG Gebersdorf, 3 Anwesen von 1821 bis 1835 dem PG Groß- und Kleingeschaidt, 3 Anwesen von 1823 bis 1835 dem PG Leyh, 1 Anwesen von 1823 bis 1835 dem PG Nemsdorf, 21 Anwesen von 1802 bis 1840 dem PG Neunhof, 8 Anwesen bis 1812 und von 1820 bis 1826 dem PG Röckenhof und 1 Anwesen von 1821 bis 1836 dem PG Weikershof. Ab 1862 wurde Neunhof vom Bezirksamt Fürth verwaltet (1939 in Landkreis Fürth umbenannt) und zum Landgericht Fürth (ab 1876 Stadt- und Landgericht Fürth, 1879 in Amtsgericht Fürth umbenannt). Die Finanzverwaltung wurde 1872 vom Rentamt Fürth übernommen (1919 in Finanzamt Fürth umbenannt). Die Gemeinde hatte 1964 eine Gebietsfläche von 4,283 km².
Neunhof wurde am 1. Juli 1972 im Rahmen der Gebietsreform in Bayern aus dem Landkreis Fürth in die Stadt Nürnberg eingemeindet.

### Einwohnerentwicklung
| Jahr      | 1818   | 1840   | 1852   | 1855   | 1861   | 1867   | 1871   | 1875   | 1880   | 1885   | 1890   | 1895   | 1900   | 1905   | 1910   | 1919   | 1925   | 1933   | 1939   | 1946   | 1950   | 1952   | 1961   | 1970   | 1987   | 2015  |
| Einwohner | 384    | 444    | 457    | 448    | 449    | 451    | 438    | 432    | 439    | 398    | 403    | 438    | 451    | 449    | 459    | 451    | 492    | 621    | 720    | 902    | 879    | 881    | 1013   | 1162   | 1247   | 1651  |
| Häuser    | 70     | 70     |        |        |        |        | 78     |        |        | 78     | 79     |        | 81     |        |        |        | 90     |        |        |        | 115    |        | 162    |        | 318    |       |
| Quelle    | [ 16 ] | [ 17 ] | [ 18 ] | [ 18 ] | [ 19 ] | [ 20 ] | [ 21 ] | [ 22 ] | [ 23 ] | [ 24 ] | [ 25 ] | [ 18 ] | [ 26 ] | [ 18 ] | [ 27 ] | [ 18 ] | [ 28 ] | [ 18 ] | [ 18 ] | [ 18 ] | [ 29 ] | [ 18 ] | [ 13 ] | [ 30 ] | [ 31 ] | [ 1 ] |

## Religion
Der Ort ist seit der Reformation evangelisch-lutherisch geprägt und nach St. Georg (Kraftshof) gepfarrt. Die Einwohner römisch-katholischer Konfession sind nach St. Thomas (Boxdorf) gepfarrt.

## Kultur

### Baudenkmäler
- Kreuzäckerstraße: Steinkreuz
- Kreuzäckerstraße 1: Wohnstallhaus
- Kreuzäckerstraße 7: Hofanlage
- Neunhofer Hauptstraße 2: Bauernhaus
- Neunhofer Hauptstraße 26: Ehemaliges Landhaus
- Neunhofer Schloßplatz: Schlossanlage
- Obere Dorfstraße: Martersäule und Steinkreuze
- Obere Dorfstraße 32: Ehemaliger Flacheneekerhof
- Obere Dorfstraße 33, 36: Wohnstallhäuser
- Obere Dorfstraße 34: Bauernhaus
- Obere Dorfstraße 44/44a: Hofanlage
- Soosweg 1: Bauernhaus
- Soosweg 5: Wohnhaus
- Soosweg 6: Wohnstallhaus
- Untere Dorfstraße 4: Hofanlage
- Untere Dorfstraße 6: Gasthaus Zum Alten Forsthaus
- Untere Dorfstraße 8: Kleinhaus
- Untere Dorfstraße 10: Wohnhaus
- Untere Dorfstraße 15, 23, 32: Wohnstallhäuser

### Schlossmuseum

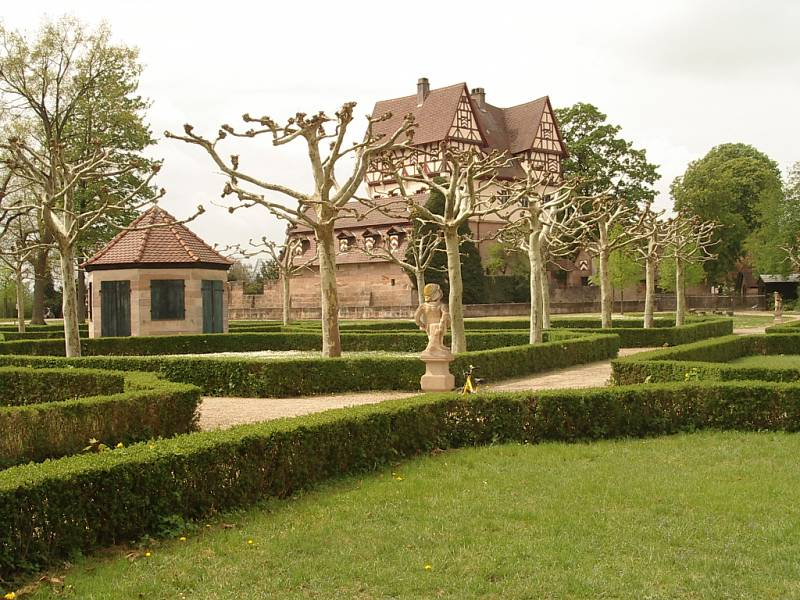
Schloss Neunhof mit Barockpark

Das Schloss Neunhof mit dem umgebenden Barockpark (1964 und 1978/79 rekonstruiert) beherbergt heute eine Zweigstelle des Germanischen Nationalmuseums (Jagdsammlung).
Bei der Anlage handelt es sich um den ehemaligen Herrensitz der Familie Kreß (später Kreß von Kressenstein). Das Hauptgebäude folgt dem Bautypus des Nürnberger Weiherhauses. Das Fachwerk ist nach Methoden der Dendrochronologie in das Jahr 1479 datiert und ein Giebel trägt die Jahreszahl „1508“.
Mit einem symmetrisch angelegten Park wurde das Adelsanwesen im 18. Jahrhundert in ein Jagdschloss umgestaltet.
Im zweiten Obergeschoss ist die kleine Hauskapelle aus der Barockzeit erhalten.

### Heimatmuseum
Der Heimat- und Trachtenverein Neunhof (HTV) unterhält das seit 1935 existierende Heimatmuseum für das Knoblauchsland. Neben historischen bäuerlichen Alltagsgegenständen werden die Trachten und die Geschichte des Dorfes, verteilt auf fünf Räume in zwei Etagen anhand von etwa 3000 Exponaten dargestellt. 1969 wurde neben dem Fachwerkbau ein Erweiterungsbau eingeweiht, der durch Eigenleistung der Vereinsmitglieder, Spenden der Bevölkerung, Zuschüsse des damaligen Landkreises Fürth sowie Unterstützung der Gemeinde Neunhof finanziert werden konnte.

### Kreuzsteine

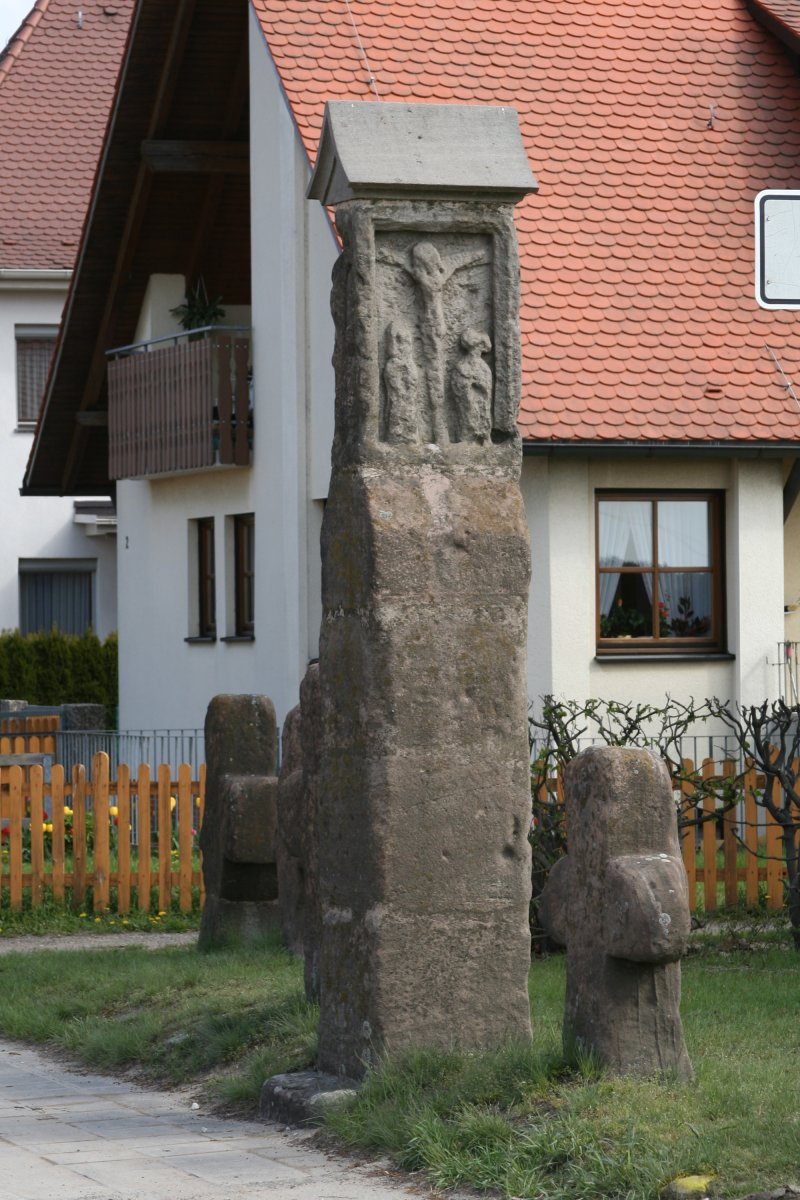
Bildstock und Steinkreuze

Am südlichen Ortsrand Richtung Kraftshof sind ein Bildstock (Martersäule) und mehrere Kreuzsteine aufgestellt.

### Kirchweih
Die Kirchweih findet in Neunhof alljährlich jedes zweite Wochenende im September statt. Eine Besonderheit der Kärwa in Neunhof ist, dass sich das Dorf dabei in zwei konkurrierende Lager aufspaltet, das Oberndorf und das Unterndorf. Beide Kärwagesellschaften stellen am Kärwasamstag einen eigenen Kärwabaum und im Frühjahr einen Maibaum auf. Der Festumzug am Kärwasonntag wird von beiden Lagern getrennt aufgestellt und durchgeführt. Am Montag wird traditionell der Betzentanz am jeweiligen Kärwabaum getanzt, dabei tragen die drei Vorstände der „Kärwaboum“ sowie die Kärwamädchen die traditionelle Tracht Neunhofs.

## Verkehr
Die Kreisstraße N 3/ERH 6 (Neunhofer Hauptstraße, Untere und Obere Dorfstraße) führt nach Boxdorf zur Bundesstraße 4 (1,2 km westlich) bzw. nach Kalchreuth (7 km nordöstlich). Eine Gemeindeverbindungsstraße verläuft nach Kraftshof (1 km südlich).
Die Erschließung mit öffentlichen Verkehrsmitteln erfolgt durch die Stadtbuslinie 31.